# Dicranoptycha mirabilis
Dicranoptycha mirabilis är en tvåvingeart som beskrevs av Evgenyi Nikolayevich Savchenko 1970. Dicranoptycha mirabilis ingår i släktet Dicranoptycha och familjen småharkrankar. Inga underarter finns listade i Catalogue of Life.